# Danh sách cầu thủ bóng đá Anh sinh ra ở nước ngoài
Đây là Danh sách cầu thủ bóng đá Anh sinh ra ở nước ngoài .''Anh, Scotland, xứ Wales và Bắc Ireland có Đội Tuyển Quốc Gia riêngCác cầu thủ sinh ra ở các quốc gia khác ngoài Anh có đủ điều kiện tham gia Đội tuyển Bóng đá Quốc gia Anh thông qua cha mẹ hoặc ông bà người Anh hoặc nhập quốc tịch Anh.

## Australia
- Tony Dorigo[3]
- Arthur Savage[4] (Identity disputed)

## Belgium
- William Bryant[5]

## Canada
- Owen Hargreaves[6]
- Edward Hagarty Parry[7]
- Fikayo Tomori[8]

## France

### French Guiana
- Cyrille Regis[9]

## Guernsey
- Matt Le Tissier[10]

## India

### British Raj
- Claude Ashton[11]
- Alfred Goodwyn[12]
- Elphinstone Jackson[13]
- William Kenyon-Slaney[14]
- William Lindsay[15]
- Stuart Macrae[16]
- James F. M. Prinsep[17]
- Alf Quantrill[18]

## Ivory Coast
- Marc Guéhi
- Wilfried Zaha (later played for Ivory Coast)[19]

## Jamaica
- Luther Blissett[9]
- John Barnes[20]
- Raheem Sterling[20]

## Jersey
- Graeme Le Saux[21]

## Mauritius
- Herbert Rawson[22]

## Mexico
- Richard Geaves[23]

## Nigeria
- John Salako

## Scotland
- John Bain[9]

## Sierra Leone
- Nathaniel Chalobah[24]

## Singapore
- Terry Butcher[25]
- Basil Patchitt[26]

## South Africa
- Gordon Hodgson[27]
- Frank Osborne[28]
- Reg Osborne[29]
- Bill Perry[30]
- William Rawson[31]
- Brian Stein[9]
- Colin Viljoen[32]

## Sri Lanka

### British Ceylon
- Charles Eastlake Smith[33]

## Wales
- Frederick Green[34]
- Rob Jones[9]

## Tham Khảo
1. ↑  ""FIFA vote threat to Scotland team"". SNP. Bản gốc lưu trữ ngày 20 tháng 12 năm 2008. Truy cập ngày 13 tháng 1 năm 2008.
2. ↑  Robert Wagman. ""FIFA needs to tighten nationality loopholes"". Soccer Times. Bản gốc lưu trữ ngày 8 tháng 9 năm 2008. Truy cập ngày 13 tháng 1 năm 2008.
3. ↑  "Made in Australia: Tony Dorigo". Inside Sport. ngày 16 tháng 12 năm 2011. Truy cập ngày 22 tháng 8 năm 2018.
4. ↑  http://www.englandstats.com/players.php?pid=840 Arthur Savage
5. ↑  "William Ingram Bryant". Englandstats.com. Truy cập ngày 20 tháng 10 năm 2011.
6. ↑  "How Owen Hargreaves competed for England at the World Cup". CBC. ngày 9 tháng 7 năm 2018. Truy cập ngày 22 tháng 8 năm 2018.
7. ↑  "Edward Hagerty Parry - englandstats.com". www.englandstats.com.
8. ↑  Steinberg, Jacob (ngày 7 tháng 10 năm 2019). "Fikayo Tomori says international allegiance 'wasn't England all the way'". The Guardian. ISSN 0261-3077. Truy cập ngày 17 tháng 11 năm 2019.
9. 1 2 3 4 5  Where are England stars born? Sky Sports, 20 May 2016
10. ↑  "Matthew Le Tissier, 44, will make his Guernsey debut on Sunday". BBC Sport. ngày 7 tháng 4 năm 2013. Truy cập ngày 22 tháng 8 năm 2018.
11. ↑  "England Players - Claude Ashton". www.englandfootballonline.com.
12. ↑  "Lieutenant Alfred George Goodwyn - englandstats.com". englandstats.com.
13. ↑  "England Players - Elphinstone Jackson". www.englandfootballonline.com.
14. ↑  "William Kenyon-Slaney". Cricinfo.
15. ↑  "England Players - William Lindsay". www.englandfootballonline.com.
16. ↑  "England Players - Stuart Macrae". www.englandfootballonline.com.
17. ↑  "Captain James Frederick McLeod Prinsep - englandstats.com". englandstats.com.
18. ↑  "England Players - Alf Quantrill". www.englandfootballonline.com.
19. ↑  Ronay, Barney (ngày 29 tháng 3 năm 2017). "Blinkered criticism of Wilfried Zaha shows startling insularity". The Guardian. Truy cập ngày 22 tháng 8 năm 2018.
20. 1 2  Joyce, Paul (ngày 1 tháng 12 năm 2017). "'England may never see best of Sterling – just like me'". The Times. Truy cập ngày 22 tháng 8 năm 2018.
21. ↑  "What's your story? Graeme Pierre Le Saux: A game of two halves". Jersey Evening Post. ngày 4 tháng 9 năm 2008. Truy cập ngày 22 tháng 8 năm 2018.
22. ↑  "Colonel Herbert Edward Rawson - englandstats.com". englandstats.com.
23. ↑  http://englandstats.com/players.php?pid=386 Richard Geaves
24. ↑  McNulty, Phil (ngày 15 tháng 10 năm 2018). "Spain 2–3 England". BBC Sport. Truy cập ngày 15 tháng 10 năm 2018.
25. ↑  Murphy, Paul (ngày 1 tháng 3 năm 2016). "Ex-England captain Butcher says grit can help ASEAN players succeed". ESPN FC. Truy cập ngày 22 tháng 8 năm 2018.
26. ↑  "England Players - Basil Patchitt". www.englandfootballonline.com.
27. ↑  "A Complete Database of England Internationals Since 1872". Englandstats.com.
28. ↑  "England Players - Frank Osborne". www.englandfootballonline.com.
29. ↑  "England Players - Reg Osborne". www.englandfootballonline.com.
30. ↑  "England Players - Bill Perry". www.englandfootballonline.com.
31. ↑  "William Stepney Rawson - englandstats.com". englandstats.com.
32. ↑  "England Players - Colin Viljoen". www.englandfootballonline.com.
33. ↑  http://www.englandstats.com/players.php?pid=882 Charles Eastlake Smith
34. ↑  http://englandstats.com/players.php?pid=412 Frederick Green